# Les Voleurs de cinéma
Pour plus de détails, voir Fiche technique et Distribution.
Les Voleurs de cinéma (Ladri di cinema) est une comédie italienne réalisée par Piero Natoli et sortie en 1994. 

## Synopsis
Mercurio, un réalisateur peu considéré par les sociétés de production, voit dans Mantis Film la seule chance de distribuer son film récemment achevé. Mercurio tente en vain de contacter la société de production à plusieurs reprises, jusqu'à ce qu'il s'adresse à Aristide, l'assistant du producteur.
Aristide conseille à Mercurio de faire une projection en avant-première au Festival de Cannes pour voir son impact sur le public, mais la seule spectatrice dans la salle s'avère être Joséphine, une étrangère qui se passionne pour le genre cinématographique traité par Mercurio et pour ses œuvres précédentes.
En raison du manque de succès de l'avant-première, le producteur n'a pas l'intention de distribuer le film de Mercurio, qui, déprimé par ce qui s'est passé, fait le geste inadmissible de dilapider tous ses biens dans un casino. Aidé financièrement par Joséphine, qui s'est entre-temps prise d'affection pour le réalisateur, Mercurio retourne à Rome.
Une partie de l'équipe de Mercurio, furieuse du comportement du producteur à l'égard de Mercurio, vole un film qui doit être distribué prochainement dans les entrepôts de Mantis Film. Le producteur, se sentant victime d'un chantage et afin d'éviter un scandale, annonce lors de la Mostra de Venise la sortie imminente du film de Mercurio, à la grande satisfaction de Mercurio et de son équipe qui se sentent enfin récompensés de leurs efforts.

## Fiche technique
- Titre français : Les Voleurs de cinéma[1]
- Titre original : Ladri di cinema[2],[3]
- Réalisation : Piero Natoli
- Scénario : Piero Natoli
- Photographie : Carlo Cerchio
- Montage : Mimmo Varone
- Musique : Luigi Ceccarelli
- Décors : Piero Natoli
- Société de production : Azione Cinematografica
- Pays de production :  Italie
- Langue originale : italien
- Format : couleurs
- Genre : comédie
- Durée : 95 minutes
- Dates de sortie :
  - Italie : 15 septembre 1994
  - France : 16 octobre 1996

## Distribution
- Piero Natoli : Mercure
- Joanna Chatton : Josephin
- Carlotta Natoli : Carlotta
- Vera Gemma : Paola
- Valerio Mastandrea : Valerio
- Neri Marcorè : Marco
- Claudia Poggiani (it) : Claudia
- Mario De Candia (it) : Antonio
- Pier Francesco Aiello (it) : Aristide